# Хелин, Элеанор Фрэнсис
Элеанор Фрэнсис (Гло) Хелин (англ. Eleanor Francis "Glo" Helin, 19 ноября 1932 — 25 января 2009) — американский астроном, первооткрывательница множества комет и астероидов, которая работала в Паломарской обсерватории, а также была главным исследователем проекта NEAT Лаборатории реактивного движения по поиску околоземных объектов. В период 1973 по 1995 год ею было обнаружено в общей сложности 894 астероида, причём 525 из них были обнаружены ею самостоятельно, а остальные 369 совместно с другими американскими астрономами Шелте Басом, Юджином Шумейкером, Кеннетом Лоуренсом, Роем Данбэром, Джеффри Алу, Брайаном Романом, G. Grueff, J. V. Wall, P. D. Wilder, S. R. Swanson, Марией Баруччи, C. Mikolajczak, R. Coker, S. Cohen, L. Lee и J. B. Child. Среди открытых ею малых планет было два астероида из группы Атона, по восемь астероидов из группы Аполлона и группы Амура и три троянских астероида Юпитера.
Элеанор Хелин, получившая среди коллег прозвище «Гло», также является первооткрывательницей нескольких короткопериодических комет, а именно, 111P/Хелин — Романа — Крокетта, 117P/Хелин — Романа — Алу, 132P/Хелин — Романа — Алу, а также заново открыла комету 107P/Вильсона — Харрингтона, которая вскоре после открытия была утеряна, поскольку её первоначальные первооткрыватели Алберт Уилсон и Роберт Харрингтон в 1949 году не успели определить её орбиту. В 1979 году эта комета была открыта заново, но как астероид, которому был присвоен порядковый номер 4015.

## Биография
Элеанор Хелин активно занималась планетологией и астрономией в течение более трёх десятилетий работы в Калифорнийском технологическом институте и Лаборатории реактивного движения (JPL). В начале 1970-х начала работать в рамках проекта PCAS в Паломарской обсерватории, благодаря которому, было обнаружено несколько тысяч различных астероидов, в том числе более 200 с высокими наклонами орбит и множество других астероидов, с уникальными и редкими орбитами, а также около 20 комет и приблизительно 30 % всех открытых околоземных астероидов.
В начале 1980-х организует собственную астрономическую службу INAS, которая была призвана расширить охват небесной сферы для наблюдения за околоземными объектами и стимулировать наблюдения за астероидами по всему миру. Служба была отмечена наградой НАСА.
Проработав в рамках проекта PCAS в течение почти 25 лет, Хелин сосредоточила усилия на работе в рамках другого проекта JPL — NEAT, имевшего более мощные инструменты и аппаратуру. С декабря 1995 года программа NEAT становится первой полностью автоматической программой слежения за астероидами с компьютерным управлением, не требующим участия персонала. Накопленные за ночь результаты наблюдений каждое утро передаются в JPL для рассмотрения и подтверждения. В рамках проекта NEAT было обнаружено свыше 26 000 астероидов, в том числе 31 сближающийся с Землёй, две долгопериодические кометы, а также один уникальный транснептуновый объект — 1996 PW, имеющий наибольшее значение эксцентриситета орбиты (0,9908674) среди известных на сегодняшний день тел Солнечной системы; большая полуось его орбиты составляет 278,471 а.е., а период обращения вокруг Солнца — 4647 лет. Хелин осуществляла руководство данной программой и в 1997 году получила от JPL премию за выдающиеся достижения.
В знак признания её заслуг был назван астероид (3267) Гло.